# Karma (Pharoah Sanders)
happiness for every man»
(Pharoah Sanders - The Creator Has a Master Plan)
Karma è un album discografico del sassofonista jazz Pharoah Sanders pubblicato dalla Impulse! Records nel 1969.
Si tratta dell'album di maggior successo nella carriera di Sanders, grazie al lungo brano The Creator Has a Master Plan, impregnato del misticismo e delle sonorità psichedeliche dell'epoca, che riscosse particolari favori presso il pubblico. Nello stesso brano è anche possibile sentire la curiosa tecnica di canto in stile "jodel" del percussionista e cantante Leon Thomas.

## Il disco

### Registrazione
All'inizio del 1969, due anni dopo il suo primo album per la Impulse!, Sanders ebbe l'opportunità di registrarne un secondo. Per il nuovo album convocò in studio i musicisti James Spaulding, Julius Watkins, Lonnie Liston Smith, Reggie Workman (già collaboratore di John Coltrane), Ron Carter, Richard Davis, Billy Hart, Freddie Waits, Nathaniel Bettis, e Leon Thomas (che in seguito sarebbe entrato a far parte della band di Carlos Santana). Fu proprio Thomas che si occupò della stesura dei testi dei brani per il disco. A tal proposito Sanders ricorda: «Leon arrivò con i testi per l'album. Gli avevo chiesto di scrivere qualche verso e lui li portò da casa, ma non mi piacevano. Erano assurdi. Gli dissi soltanto: "No, amico, questi non li possiamo fare". Non era qualcosa che poteva illuminare la gente, che potesse ispirare. Gli dissi: "Leon, voglio una cosa più spirituale", e solo allora lui capì cosa intendevo. Andò a casa e dopo un paio di sere portò The Creator Has a Master Plan. Gli dissi: "È esattamente quello che volevo!"» Durante le sessioni in studio vennero incisi i due brani che poi finirono sul disco e anche un terzo, che venne scartato all'ultimo, intitolato Light of Love.

### Accoglienza
| Recensione    | Giudizio   |
| ------------- | ---------- |
| AllMusic      | [ 5 ]      |
| Rolling Stone | favorevole |

In particolare The Creator Has a Master Plan si rivelò un notevole successo per Sanders e per la Impulse! Records; il brano fece vendere molte copie dell'album e divenne oggetto di numerose cover da parte di jazzisti rinomati come Louis Armstrong e Don Cherry, decine di gruppi funky, ska, latinoamericani e africani. Nonostante la sua popolarità, Sanders era però scontento del modo nel quale era stato registrato il brano: «Non sono mai stato soddisfatto del lavoro dei tecnici del suono su quel pezzo. Io e il bassista eravamo sullo stesso canale e non hanno potuto alzare il volume della mia parte [separatamente]. All'epoca, per me fu una cosa orribile».

## Tracce
1. The Creator Has a Master Plan – 32:46 (P. Sanders, L. Thomas)
2. Colors – 5:37 (P. Sanders, L. Thomas)

## Formazione
- Pharoah Sanders - sassofono tenore
- Leon Thomas - percussioni / Voce
- Julius Watkins - corno francese
- James Spaulding - flauto (traccia 1)
- Lonnie Liston Smith - pianoforte
- Reggie Workman - contrabbasso
- Richard Davis - contrabbasso (traccia 1)
- Ron Carter - contrabbasso (traccia 2)
- Billy Hart - batteria (traccia 1)
- Freddie Waits - batteria (traccia 2)
- Nathaniel Bettis - percussioni (traccia 1)